# Эдит(видео)
Эдит (от анг. edit — «редактировать») — это видео на котором представлены кадры из какого-то источника (объектами которого чаще всего выступают люди) и которое является плодом творческой деятельности людей. Эдиты предназначены для эстетического удовольствия и привлечения внимания к определенным картинам.

Каноны эдитологии:
- Всё должно быть уместно.
- Музыка должна подходить к видео.
- Фрагменты видео должны быть в одной обработке.
- По времени эдит может занимать от 5 секунд до 3 минут. В среднем оптимальная продолжительность 30 секунд.
- Говорящие вставки могут быть как под музыку, так и без.
- Если под музыку, то громкость музыки не должна превышать громкость слов.
- Надписи с текстом должны быть с красивым шрифтом. Их размер регулируется уместностью и продолжительностью.
- Для большего качества контента текст в видео должен быть написан без ошибок.
- Водяные знаки автора на видео не рекомендательны, потому что порятят эстетику кадра.
- Если без них автор не хочет публиковать, то стоит их разместить снизу в маленьком размере. Также возможен вариант разместить водяной знак или в конце или в начале видео.
- Водяные знаки сайта, с которого было взято видео, также не приветствуются.
- Под эдитом стоит написать кто в нём или откуда кадры.
- Также можно написать что за музыка была в видео.
- Если в эдите много вспышек, то стоит об этом предупредить.
- Для того, чтобы показать свою креативность не стоит брать кадры, которые уже использовались много раз в чужих эдитах.
- Эдит можно делать любым героям, но, если хотите собрать больше лайков, стоит делать эдиты тем, кто у большинства людей в любимчиках.(Чаще делаются эдиты отрицательным героям).
- Для фотоэдита рекомендуется использовать фото в одном размере.

Виды эдитов:
1) По сфере:
- из кинокартин;
- из мультфильмов;
- из реальной жизни(политические деятели, деятели искусства и т.п.);
- из игр;
- прочего.

2) По длительности:
- короткие;
- средней длины;
- длинные (похожие больше на клип).

3) По спецэффектам:
- с добавлением ИИ;
- с частыми переходами;
- без спецэффектов.

4) С текстом\без текста
5) С информационной нагрузкой*\ без неё
6) Фотоэдит\видеоэдит
- когда видео нацелено донести какую-то идею, мысль или осветить какое-то событие.